# Gwendolyn Rucker
Pour les articles homonymes, voir Rucker.
Gwendolyn Rucker est une joueuse de volley-ball américaine née le 28 avril 1990 à Lexington (Kentucky). Elle mesure 1,88 m et joue au poste de centrale.

## Clubs
| Club                     | De        | À         |
| ------------------------ | --------- | --------- |
| University of Louisville | 2008-2009 | 2011-2012 |
| Azəryol VK               | 2013-2013 | 2013-2013 |
| Azerrail Bakou           | 2013-2014 | 2013-2014 |
| CSM Târgoviște           | 2014-2015 | 2014-2015 |
| Çanakkale Belediye       | 2015-2016 | …         |

## Palmarès
- Championnat de Roumanie
  - Finaliste : 2015.